# キタキツネ物語
キタキツネ物語（キタキツネものがたり）は、1978年に公開された日本のドキュメンタリー映画である。
2013年、公開35周年記念と銘打ってリニューアル版が上映された。

## 概要
厳しい自然の中で生きるキタキツネたちの生態をとらえた、日本映画初の動物ドキュメンタリー映画として話題を呼んだ。北海道のオホーツク海沿岸を中心に北見市・釧路市・網走市・紋別市・小清水町で4年かけて撮影され、1978年7月15日に公開。大ヒットした。配給収入は9億7000万円。1979年8月10日、フジテレビジョンの「ゴールデン洋画劇場」でテレビ放映され、視聴率44.7%を記録した。
公開から35年後の2013年、未公開分を含む35年前の全撮影分フィルムをデジタル修復し再編集、声や音楽も全面的にリニューアルし、「公開35周年記念リニューアル版」として2013年10月19日に公開された。オリジナルは114分だったが、新作は97分となっている。

## 企画開始
キタキツネの観察と撮影を行っていた、獣医師の竹田津実が企画・動物監督。企画・原案は、動物雑誌『アニマ』の編集長だった高橋健。1973年の『アニマ』の創刊号に竹田津がキタキツネの記事を掲載。高橋がサンリオに提案して企画が始まった。
素材映像の撮影に4年、その後、竹田津が飼育していたキタキツネの映像が撮影されて、製作された。
- 関連書籍
  - キタキツネ北辺の原野を駆ける 竹田津実 [撮影] 平凡社 1974
  - キタキツネの詩 竹田津実 文と写真 サンリオ 1977
  - こっちゃんときたきつね 竹田津実 しゃしん,たかはし・けん ぶん ポプラ社 1977（ポプラ社しゃしんえほん）
  - 五つ子きつね : キタキツネのひとりだち 高橋健 著,赤坂三好 画 小学館 1977（小学館の創作理科シリーズ）
  - 跳べキタキツネ 竹田津実 著 平凡社 1978
  - キタキツネ物語 高橋健 文 サンリオ 1978　－ フィルムブック
  - キタキツネのチロン 高橋健 作,井口文秀 絵 小峰書店 1978（こみね創作童話） - 原作
  - こおりの海をわたってきたキタキツネ 高橋 健 著, 上矢津イラスト サンリオ 1983 - 原作

## ヴォイスキャスト

### 1978年版
- ナレーション：岡田英次
- モノローグ：大林丈史、朱里エイコ

### 2013年版
- ナレーション：西田敏行
- 声の出演：佐藤隆太、平野綾、松井月杜、三木理紗子、内田朋美、山田杏朱香、菜々恵、安野未奈子、森上慎介

## オールスタッフ

### 1978年版
- 監督・脚本・編集：蔵原惟繕
- 製作：辻信太郎
- プロデュース：津川弘
- 企画・原案：高橋健
- 演出：片桐康夫
- 企画・動物監督：竹田津実
- 動物飼育：竹田津雅子
- 音楽：佐藤勝、タケカワユキヒデ
- 歌唱：町田義人、ゴダイゴ、朱里エイコ
- 主題歌：「赤い狩人」（作詞：奈良橋陽子、三村順一、作曲：タケカワユキヒデ） [6]
- 撮影：栃沢正夫、椎塚彰、仙元誠三、松前次三、大村日出男、立石桂介、間宮義雄
- 録音監督：林昌平
- 録音：稲村和己
- 編集：鈴木晄
- 助監督：三村順一、一倉治雄
- 音響効果：柏原満（T.E.O）、東洋音響
- 録音：アバコスタジオ
- 現像：東洋現像所
- 協力：小清水町、
- 製作：サンリオ
- 配給：東宝東和

### 2013年版
- 特別協力：サンリオ
- 監督・脚本・編集：三村順一
- 脚本：嶋田うれ葉
- 音楽：渡辺俊幸
- 演奏：Senzoku Dream Orchestra(洗足学園音楽大学)、水野佐知香
- 主題歌：山崎まさよし「はじまりのDing Dong」（OP）「道」（ED）
- 挿入歌：平野綾「Promise」「たからもの」
- 挿入歌：apricot「明日へジャンプ!」
- 録音：星一郎
- 録音オペレーター：森田祐一
- 編集・ポスプロプロデューサー：金子尚樹
- 音響効果：伊藤克己（スワラ・プロ）
- 現像：IMAGICA
- 協力：北きつね牧場、北見菊まつり実行委員会
- 後援：北海道、北見市、釧路市、網走市、紋別市、小清水町、北海道観光振興機構、日本リトルリーグ野球協会、日本ティーボール協会　ほか
- 協賛：毎日新聞社
- 製作者：柳内光子、蘇永楽（Jonathan So）
- 企画プロデュース：竹村友里
- 企画：あむ・はうす
- プロデュース：冨田隆示、坂本麻美、石川詩都子、石井常夫、湯之上龍子、尾崎允実、椎名康雄、曽我行則、竹森昌弘
- 製作委員会メンバー：ユニバーサルミュージック、日本国際アニメーション産業発展、香港宝富文化有限公司、アワーズ、RIKU、ドリームボード、ライクロ、グッドライフ
- 原案/動物監督：竹田津実
- 著作権表記：(C)1978,2013 SANRIO CO.,LTD.
- 配給：アスミック・エース
- 配給協力：フリーウィル・エンタテインメント